# Les Mathes

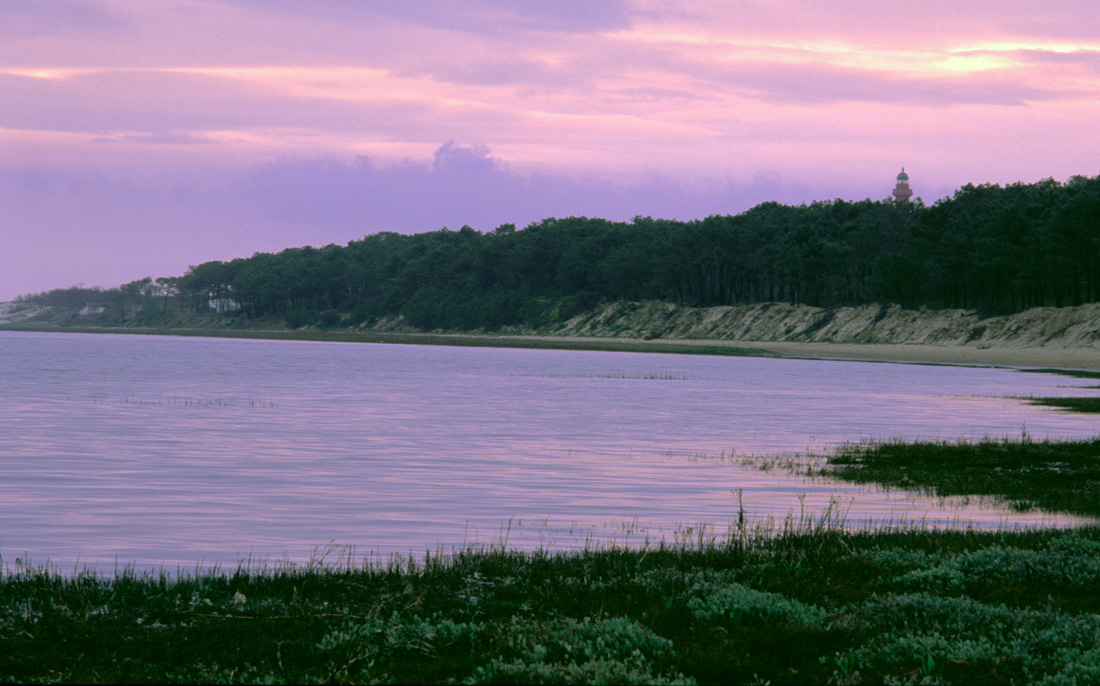

Les Mathes är en kommun i departementet Charente-Maritime i regionen Nouvelle-Aquitaine i västra Frankrike. Kommunen ligger  i kantonen La Tremblade som ligger i arrondissementet Rochefort. År 2022 hade Les Mathes 2 184 invånare.

## Befolkningsutveckling
Antalet invånare i kommunen Les Mathes
Referens:INSEE